# Серебристый памп
Серебристый памп, или зеркальный памп, или малотычинковый памп, или рыба-зеркало (лат. Pampus argenteus), — вид лучепёрых рыб из семейства строматеевых (Stromateidae).

## Описание
Длина до 60 см. Тело очень высокое, сильно сжатое с боков, с твёрдыми мышцами. Хвостовой стебель сжатый с боков, очень короткий. Спинной плавник один сплошной. Грудной плавник длинный, крыловидный. Его основание располагается под углом 45° к оси тела. Брюшные плавники отсутствуют. Хвостовой плавник состоит из довольно твёрдых лучей, глубоковильчатой формы. Чешуя очень мелкая, циклоидного типа, слегка опадающая. Кожа тонкая. Глаза маленькие. Жировая ткань вокруг глаз простирается вперёд до крупных ноздрей. Передняя ноздря круглая, задняя имеет вид длинной щели. Рот маленький. Зубы располагаются на челюстях в 1 ряд, мелкие, уплощены. Жаберные тычинки короткие, без зубчиков. Окраска серебристая с голубоватым оттенком на спине. Спинной, анальный и хвостовой плавники желтоватые с тёмными краями.

## Ареал
Встречается по тихоокеанскому побережью Японии от центральной части острова Хонсю к югу, Тихий и Индийский океаны от Японии до Персидского залива.